# 鹿林神木

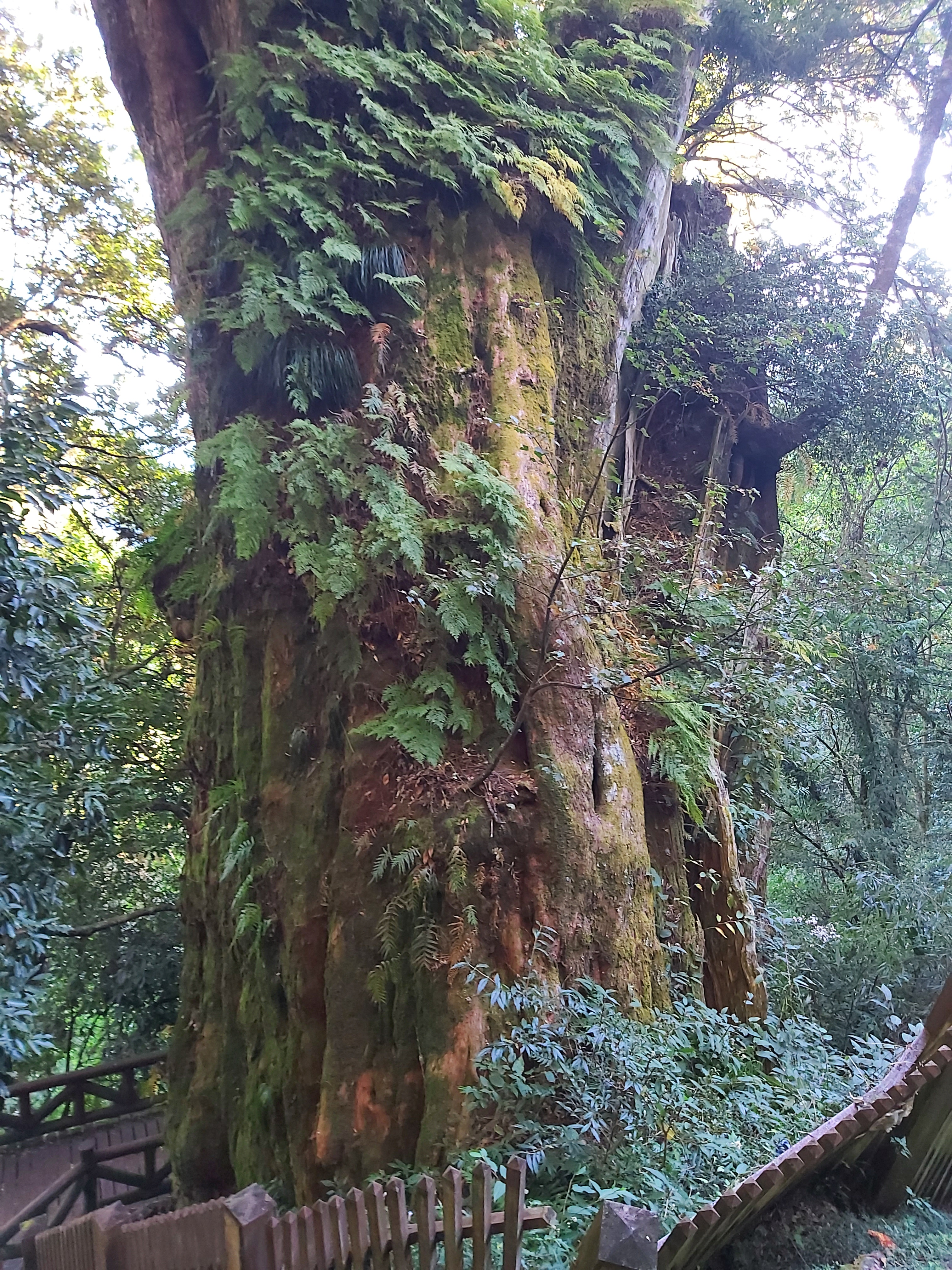
鹿林神木

鹿林神木，亦稱新中橫神木或石山神木，是臺灣神木之一，位於南投縣信義鄉鹿林山區，台18線公路102K旁，屬於臺灣大學實驗林第31林班。

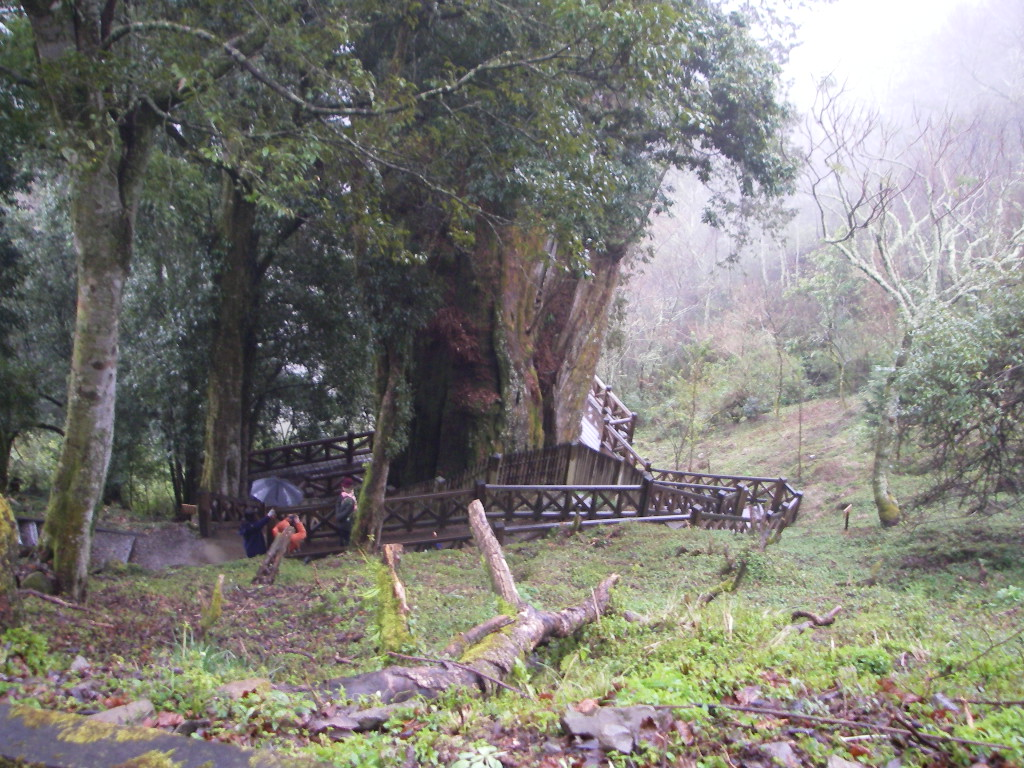
俯瞰鹿林神木

## 紀錄
鹿林神木樹種為紅檜，估計樹齡約2800年，樹高43公尺，樹胸圍20.0公尺，位於海拔2375公尺之處。這是近幾年才被發現的紅檜巨木，目前為中華民國官方排名第二大的神木，僅次於大安溪神木。

## 發現
鹿林神木很晚才被發現，主要是因為地處公路旁懸崖下方，旅客經此地僅能見得神木頂端茂盛的樹葉，與周邊林相並無差異，故過去長時間無人發覺，也難以通往， 直到有人以繩索垂降，才被發現，目前林務局已經開闢好步道、加設保護圍欄。
|  |  |  |

## 註解
1. 1 2 3  《臺灣神木誌（一）：超級大神木》 2002年 黃昭國著 人人出版 第32頁
2. ↑  《臺灣神木誌（一）：超級大神木》 2002年 黃昭國著 人人出版 第57頁、第58頁
3. ↑  林務局自然資源與生態資料庫：鹿林神木 （页面存档备份，存于）網頁神木介紹第二段倒數第二句

## 外部連結
林務局自然資源與生態資料庫：鹿林神木